# I guardiani della luce
I guardiani della luce (titolo originale inglese Guardians of the West) è un romanzo fantasy dello scrittore statunitense David Eddings pubblicato nel 1988. È il primo episodio del ciclo di cinque romanzi dei Mallorean.

## Trama
Sono passati ormai diversi anni da quando Belgarion è tornato vincitore dallo scontro con il Dio Torak, e nell'Occidente la presenza del Guardiano del Globo e del Re di Riva ha portato la pace. Gli amici di Belgarion sono tornati alle loro vite ed il Globo rimane quieto nella spada di Riva; solo una nuvola offusca questa serenità; ancora il Re di Riva non ha un erede. La cosa preoccupa tutti i regnanti fino al punto di chiedere a Polgara d'intervenire.
La zia di Belgarion si presenta quindi a Riva dove, grazie alle sue conoscenze ed all'aiuto della cugina di Ce'Nedra, il problema viene risolto; ma la soluzione ha dato il via ad una nuova serie d'eventi, qualcuno non vuole che il Re di Riva abbia degli eredi e la soluzione sembra essere quella di eliminare la regina.
L'erede viene alla luce per la gioia di tutti i regni dell'Occidente ma un nemico fino ad ora nascosto ha rapito il neonato principe di Riva. La macchina da guerra degli Alorn si mette in moto per salvare il principe di Riva e ad accompagnare Belgarion si presentano tutti i suoi amici dando il via alla caccia ai rapitori.